# Stenz (Königsbrück)
Stenz (obersorbisch Šćeńc) ist ein Wohnplatz der Stadt Königsbrück im Westen des Landkreises Bautzen im Freistaat Sachsen.

## Geographie

### Lage
Stenz liegt unmittelbar westlich von Königsbrück an der Staatsstraße 100 von Radeburg nach Königsbrück. Das Straßendorf mit Gelängeflur erstreckt sich linksseitig der Pulsnitz. Im Norden befindet sich auf dem Gelände des früheren Truppenübungsplatzes Königsbrück das Naturschutzgebiet „Königsbrücker Heide“, südwestlich dehnt sich die Laußnitzer Heide aus. Nordwestlich des Dorfes befinden sich das Moselbruch, nördlich unweit der ehemaligen Grünmetzmühle der See der Freundschaft und der Grundteich. Stenz liegt in einer leicht hügeligen Landschaft; als Ausläufer der Lausitzer Platte erheben sich nördlich der Haselberg (190 m) und die Kasinohöhe (182 m), östlich der Schlossberg (173 m) und der Wagenberg (261 m), südöstlich der Scheibische Berg (211 m).

### Nachbarorte
| (Bohra) †   | (Steinborn) †, Neues Lager                  | Weißbach                 |
| Glauschnitz | Kompassrose, die auf Nachbargemeinden zeigt | Berghäuser, Königsbrück  |
|             | Laußnitz                                    | Altes Lager, Neuer Anbau |

## Geschichte

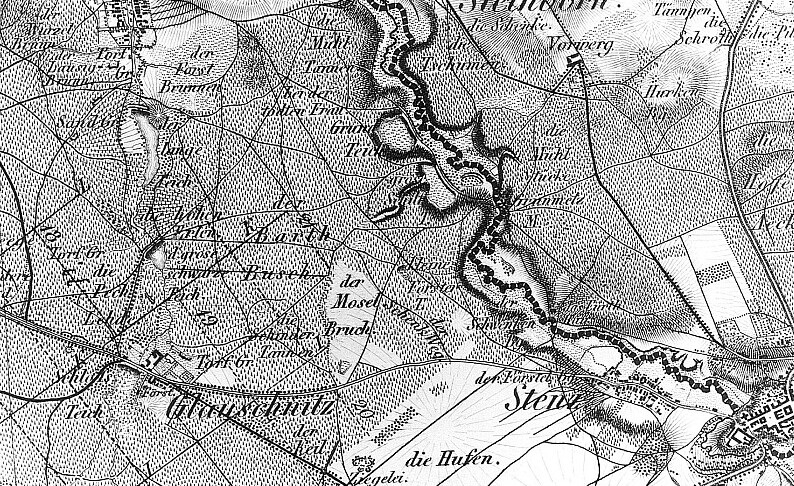
Glauschnitz und Stenz, Oberreitscher Atlas, 1841–43

Die erstmalige Erwähnung von Stenz stammt aus dem Jahr 1305. Weitere Namensformen waren Stentzen (1443), Stenntzsch (1471), Stenschen (1503), Stenitz (1628) und Stenzsch (1791).
Das Straßendorf mit Gelängeflur lag in der Mark Meißen an der Via Regia Lusatiae Superioris, die über die Pulsnitz nach Königsbrück in die Oberlausitz führte. Die Stenzer Fluren erstreckten sich von der Käbnitzmündung flussabwärts zu beiden Seiten der Pulsnitz bis zur Grünmetzmühle, die zur Stadt Königsbrück gehörte. Das gegenüber der Furtbrücke auf der Oberlausitzer Seite stehende Furthaus bildete eine Exklave der Königsbrücker Flur zur Bewachung der Pulsnitzdurchfahrt nach Steinborn. Stenz war Teil des Amtes Hayn.
1443 wurde in Stenz ein Vorwerk und 1468 ein Ritterhof erwähnt. Letzterer erlosch wahrscheinlich im 16. Jahrhundert, seit 1539 war das Dorf der Herrschaft Königsbrück, ab 1562 der Standesherrschaft Königsbrück untertänig. Nach der 1564 erfolgten Abtrennung des Vorwerks Glauschnitz von der Standesherrschaft Königsbrück und Erhebung zu einem eigenständigen Rittergut wurde Stenz neben Bohra und drei Häusern von Königsbrück nach Glauschnitz untertänig. 1826 wurde das Armenhaus gebaut. 1828 ließ der Grundherr Peter Carl von Hohenthal in Stenz eine Schule für die Kinder aus Stenz, Bohra und Glauschnitz errichten. Ab 1843 gehörte Stenz zum Amt Radeberg mit Laußnitz.
Mit der Neuordnung der sächsischen Verwaltungsstrukturen wurde die Landgemeinde Stenz 1856 dem Gerichtsamt Königsbrück und 1875 der Amtshauptmannschaft Kamenz zugeordnet. 1875 wurde Glauschnitz zum Ortsteil von Stenz. Stenz gehörte immer zur evangelischen Kirchgemeinde Königsbrück, die katholische Minderheit war nach Spittel eingepfarrt.
Zum Ende des 19. Jahrhunderts suchte die Sächsische Armee nach Standorten für einen großflächigen Übungsplatz zur Ausbildung der Infanterie. Die dünn besiedelte Laußnitzer Heide, die sich zudem seit Jahrhunderten im Besitz des Staates befand, schien dafür geeignet. 1892 begann die Errichtung eines Infanterie-Gefechtsschießplatz hinter der Waldschule südlich von Glauschnitz und eines Barackenlagers auf der Scheibe bei Stenz. Sie wurden am 30. Juni 1893 durch das 106. Regiment in Betrieb genommen. Im selben Jahre wurde der Truppenübungsplatz als selbstständiger Gutsbezirk „Schießplatz bei Königsbrück“ aus der Gemeinde Stenz ausgegliedert und führte ab 1907 die Bezeichnung „Garnisonsverwaltung Königsbrück“.
Gegenüber der alten Schule wurde 1900 ein neues mit Glockentürmchen fertiggestellt. Nach der Fertigstellung des neuen Truppenübungsplatzes Königsbrück wurde das Alte Lager zunächst weiter betrieben. 1925 wurde Glauschnitz nach Bohra umgemeindet; die südöstlich des Infanterieschießplatzes gelegene Ziegelei verblieb bei Stenz. In Stenz wurde 1929 ein Heim der Arbeiter-Kinderfreude eingeweiht.
In den 1930er Jahren wurde das Alte Lager als Geländesportschule genutzt. Während der Zeit des Nationalsozialismus diente ab März 1933 das Arbeiter-Kinderfreudeheim Stenz als frühes Konzentrationslager für politische Gefangene, nach dessen Auflösung wiederum als Ausbildungsstätte für SA und SS. An der Grünmetzmühle wurde 1933 der Gondelbetrieb Schlereth aufgenommen, der bis 1975 bestand. In Folge der Ausdehnung des Truppenübungsplatzes wurden 1938 die nördlich von Stenz gelegenen Dörfer Steinborn und Bohra abgesiedelt. Auf der bewaldeten Anhöhe östlich des Furthauses entstand im gleichen Jahr ein Kraft-durch-Freude-Heim. Am 1. Oktober 1939 wurde die Landgemeinde Stenz nach Königsbrück eingemeindet.
Das Alte Lager wurde von 1942 bis 1944 als Standort der Legion Freies Indien reaktiviert. Nach dem Ende des Zweiten Weltkrieges wurde der Truppenübungsplatz Königsbrück durch die Rote Armee in Beschlag genommen, im Alten Lager wurden Teile des 44. Gardepanzerregimentes „Suche Bator“ stationiert. Das Heim über dem Furthaus dient anfänglich als Kindererholungsheim, danach als Kurheim der Kasernierten Volkspolizei. Am 10. Oktober 1961 wurde in den Gebäuden das Kurheimes des Institut für Luftfahrtmedizin der Luftstreitkräfte und Luftverteidigung der NVA gegründet. Zwischen 1984 und 1986 wurde das Institut für Luftfahrtmedizin durch die Republik Österreich aufgrund bilateraler Vereinbarungen mit der DDR neu gebaut.
Es wurde 1995 in das Flugmedizinische Institut der Luftwaffe integriert und ist seit 2013 das Flugphysiologische Trainingszentrum des Zentrums für Luft- und Raumfahrtmedizin der Luftwaffe.
Von 1952 bis 1994 gehörte Stenz zum Kreis Kamenz und seitdem zum Landkreis Bautzen. Das Alte Lager wurde 1990 durch die GSSD geräumt, ab 1993 erfolgte der Abriss. Durch den Heimatverein wurde das Armenhaus 2002 originalgetreu wiederherstellt. 2003 wurde die Grünmetzmühle abgebrochen. Die Grundschule Stenz wurde 2005–2008 saniert.
Seit 2010 mobilisierten der Königsbrücker Stadtrat, der Heimatverein, das Landesamt für Denkmalpflege und Königsbrücker Bürger gegen die von der Landesdirektion Dresden auf Antrag der Landestalsperrenverwaltung Bautzen und der Umweltbehörde Kamenz erteilte Abrissgenehmigung für das Grünmetzmühlenwehr und die die damit verbundene Absenkung des Wasserspiegels der Pulsnitz um knapp 4 Meter. Im April 2016 erfolgte der Abriss des Wehres.

## Bevölkerungsentwicklung
| Jahr | Einwohner                                             |
| ---- | ----------------------------------------------------- |
| 1551 | 11 Hufner („besessene Mann“), 17 Inwohner             |
| 1764 | 17 Hufner, 7 Häusler                                  |
| 1821 | 7 Bauern, 4 Neugärtner, 6 Dreschergärtner, 10 Häusler |
| 1834 | 144                                                   |
| 1871 | 146                                                   |
| 1890 | 170                                                   |
| 1910 | 440                                                   |
| 1925 | 528                                                   |

## Denkmale

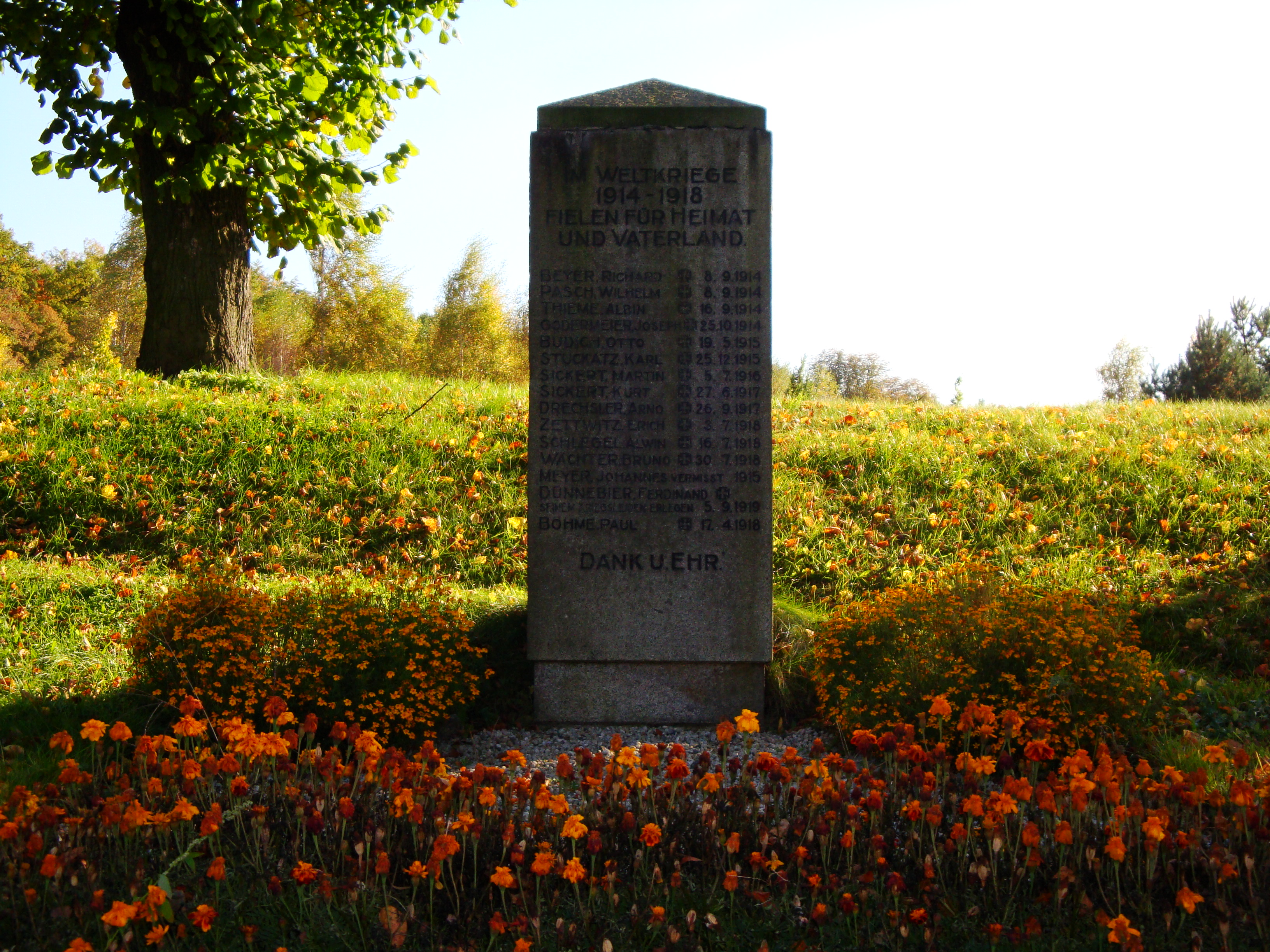
Kriegerdenkmal

- Wehranlage der ehemaligen Grünmetzmühle, erbaut in den 1920er Jahren, abgerissen 2016
- ehemaliges Arbeiter-Kinderfreudeheim Stenz (Bohraer Straße 40), 1929 eingeweiht
- Furtbrücke am Grünmetzweg, Rundbogenbau aus dem 19. Jahrhundert
- Flugphysiologisches Trainingszentrum (Steinborner Straße 43)
- Häuslerwohnhaus aus den 18. Jahrhundert (Großenhainer Straße 53)
- Wohnhaus und Torpfosten eines Dreiseithofes (Großenhainer Straße 42) aus der 1. Hälfte 19. Jahrhundert
- Armenhaus (Großenhainer Straße 40), erbaut 1826
- Kriegerdenkmal Erster Weltkrieg (Großenhainer Straße / Grenzweg)

## Tourismus
Durch Stenz führt der Radrundweg Königsbrücker Heide. Am See der Freundschaft berühren sich zwei Rundwege: der „Biberpfad“ zu den Schwarzen Teichen am Bohraer Wasser und nach Glauschnitz sowie der „Turmpfad“ zum Haselbergturm.